# Babiná
Babiná (deutsch Frauenstuhl, ungarisch Bábaszék) ist eine Gemeinde in der Zentralslowakei. Sie befindet sich ungefähr achtzehn Kilometer südlich von Zvolen im Banskobystrický kraj.

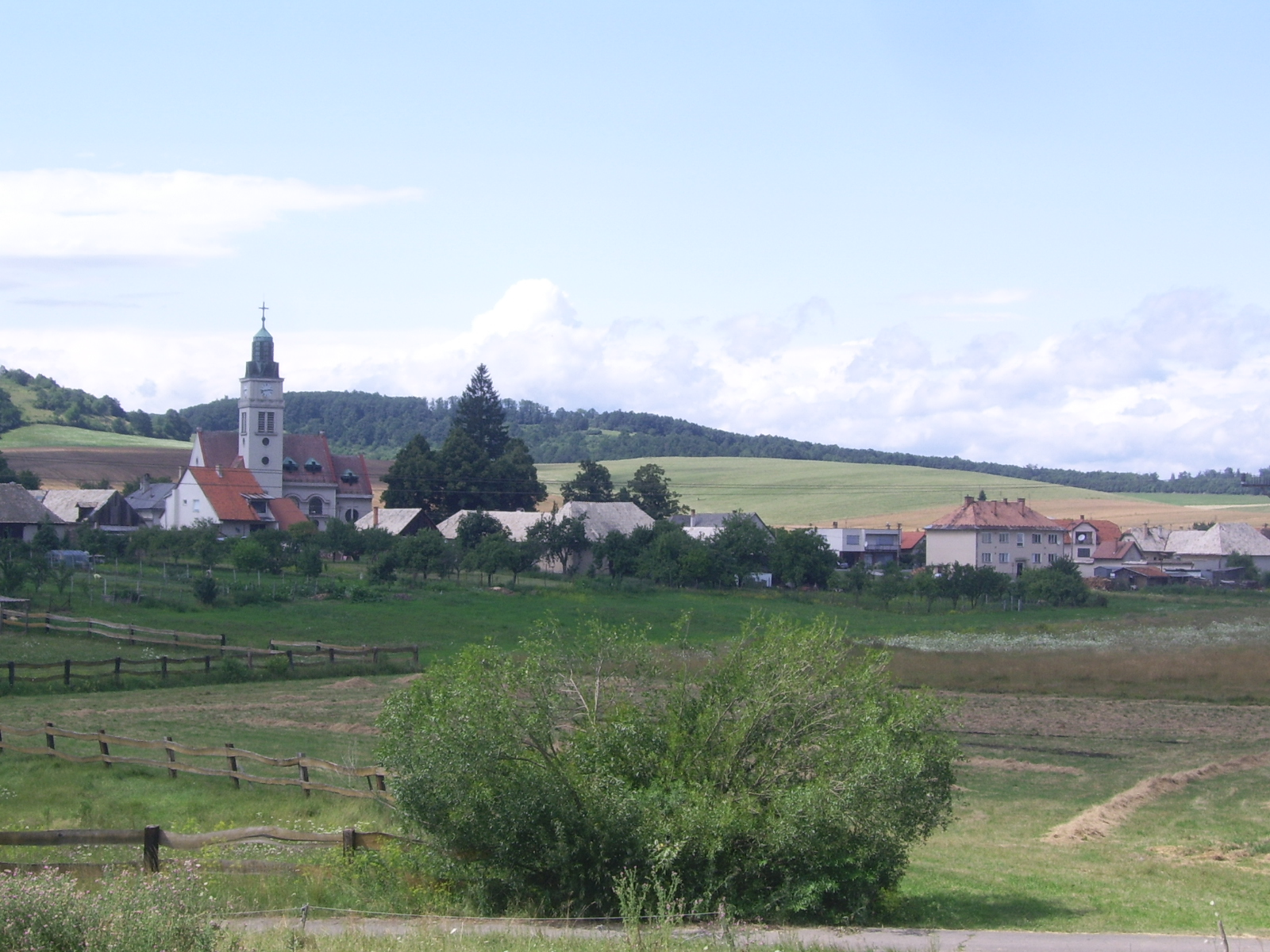
Blick auf den Ort und die evangelische Kirche

## Geschichte
Der Ort wurde 1254 zum ersten Mal urkundlich erwähnt. Im Jahr 1270 ließen sich erstmals deutsche Siedler nieder. Im 16. Jahrhundert musste an das Osmanische Reich Tribut entrichtet werden. Im 17. Jahrhundert gehörte das Dorf der Familie Esterházy.

## Bevölkerung
| Jahr                | 1994 | 2004     | 2014     | 2024    |
| ------------------- | ---- | -------- | -------- | ------- |
| Anzahl der Personen | 410  | 458      | 534      | 544     |
| Unterschied         |      | +11,70 % | +16,59 % | +1,87 % |

| Jahr                | 2023 | 2024    |
| ------------------- | ---- | ------- |
| Anzahl der Personen | 539  | 544     |
| Unterschied         |      | +0,92 % |